# Бельманский сельский совет
Бельманский сельский совет (укр. Більманська сільська рада) — входит в состав Бильмакского района Запорожской области Украины.
Административный центр сельского совета находится в с. Бельманка.

## Населённые пункты совета
- с. Бельманка
- с. Бережное